# Алексеевка (Зейский район)
В Амурской области также есть Алексеевка в Бурейском районе и Алексеевка в Мазановском районе.
Алексе́евка — село в Зейском районе Амурской области России. Входит в сельское поселение Николаевский сельсовет. 
Село Алексеевка, как и Зейский район, приравнено к районам Крайнего Севера.
Основано в 1908 году. Названо по фамилии первого поселенца Алексеева.

## География
Расположено на левом берегу левобережной протоки реки Зея, в 41 км от города Зея (через сёла Заречная Слобода, Николаевка-2), 
в 41 км от центра сельского поселения, села Николаевка. От села Алексеевка на юг (вниз по течению) идёт дорога к селу Берёзовка.

## Население
| 2002 | 2010 | 2012 | 2013 | 2014 | 2015 | 2016 |
| ---- | ---- | ---- | ---- | ---- | ---- | ---- |
| 6    | ↘2   | →2   | →2   | →2   | ↘1   | →1   |
| 2017 | 2018 |      |      |      |      |      |
| →1   | →1   |      |      |      |      |      |

По данным переписи 1926 года по Дальневосточному краю, в Алексеевке числилось 38 хозяйств и 220 жителей (117 мужчин и 103 женщины), из которых преобладающая национальность — украинцы (35 хозяйств).